# متحف رومر-بيليزيوس

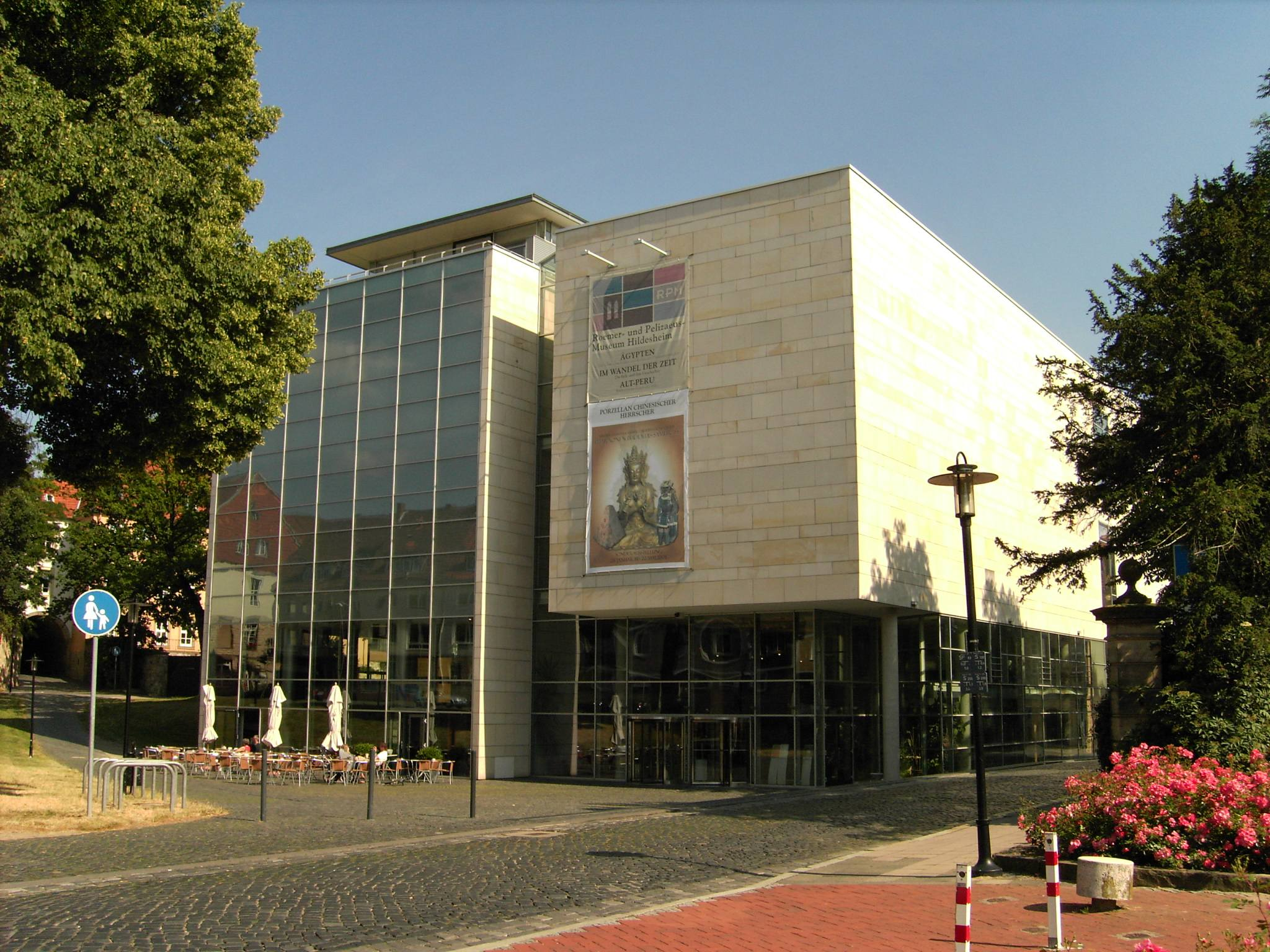
Roemer- und Pelizaeus-Museum بمدينة هيلدسهايم، بألمانيا.

متحف رومر-بيليزيوس أو متحف رومر-بيليزيوس هلدزهايم (بالألمانية: Roemer- und Pelizaeus-Museum Hildesheim
هو أحد المتاحف في ألمانيا، شهير عالميا بما فيه من أثار فرعونية؛ وهو مسمى باسم «هيرمان رومر» و«فيلهلم بيليزيوس» ويوجد في مدينة هيلدسهايم في شمال ألمانيا. من أهم ما يحتويه متحف رومر-بيليزيوس هو تمثال حم إيونو مدير أعمال البناء على هضبة الجيزة في عهد الملك خوفو. يشتهر المتحف أيضا بما يحتويه من أثار بيرو، وثاني أكبر مجموعة تحف للبورسلين والسيراميك الصيني في أوروبا. علاوة على ذلك فيحوي المتحف على مجموعة كبيرة من الأحفورات الطبيعية تقدر بنحو 300.000 قطعة.

## تاريخه

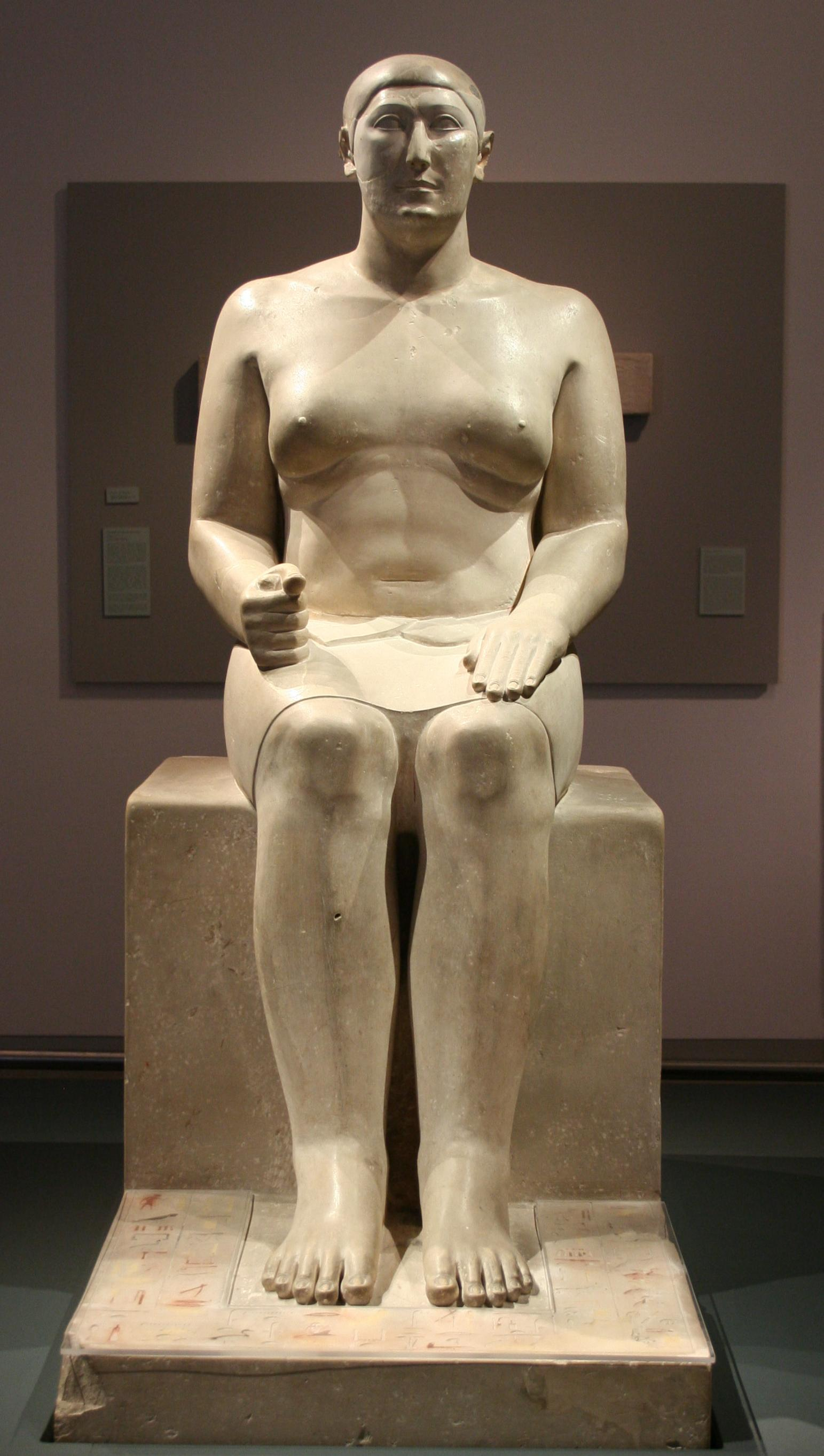
Statue des حم إيونو im Roemer- und Pelizaeus-Museum

قام بإنشاء متحف رومر-بيليزيوس في هيلدزهايم في عام 1844 السناتور «هيرمان رومر» الذي كان في نفس الوقت عالما جيولوجيا. وكان «فيلهلم بيليسيوس» قنصلا ومصرفيا كبيرا يعيش في مصر مدة 40 سنة، وقام بتجميع مجموعة زاخرة من الآثار المصرية، واهداها إلى مدينة نشأته هيلدسهايم في عام 1907 . وفي 29 يويلو عام 1911 أعلن افتتاح «متحف بيليزيوس». يحتوي متحف رومرحبيليزيوس الآن على نحو 9000 من الآثار المصرية القديمة من جميع الأزمنة: من عصر ما قبل الأسرات إلى العصر الإغريقي الروماني والعصر القبطي، فهو يشمل على آثار حقبة من الزمن تقدر بنحو 5000 عام.
من أهم تلك الآثار أثارا من الدولة المصرية القديمة (نحو 2707–2170 قبل الميلاد)، وهي تكاد تركز على الحفريات التي تمت في مقابر هضبة الجيزة حول الأهرامات. لهذا يعتبر المتحف من أهم متاحف العالم بجانب المتحف المصري ومتحف بوسطن التي تتيح الفرصة لدراسة عصر بناء الاهرامات.
في الثلث الأول من القرن التاسع عشر استفاد المتحف من فن تقنية المعادن لشركة «متالكونست هرينهاوزن» في ترميم الأجزاء المفقودة لمجموعة الآثار المصرية.

يحوي المتحف أيضا على عدة لوحات من عهد عائلة رمسيس الثاني من القرن 13 قبل الميلاد، ومن ضمنها لوحة لرمسيس الثاني، وكذلك يحوي مصلى صغيرا للإله [[أوزوريس" من تونا الجبل (من نحو 300 قبل الميلاد).
ثم آلت مجموعة تحف البورسلين الصينية إلى المتحف بعد وفاة صاحبها «إيرنست أوليمر» في عام 1927 . وأصبح المتحف بما فيه من آثار قيمة ملكا لمدينة هيلدزهايم.
مند 1992 ضم المتحف 150 لوحة من أعمال الفنانة «فالتراوت ماكي-بروغمان» وعدد كبير من رسومها بقلم الرصاص.

## معرض صور

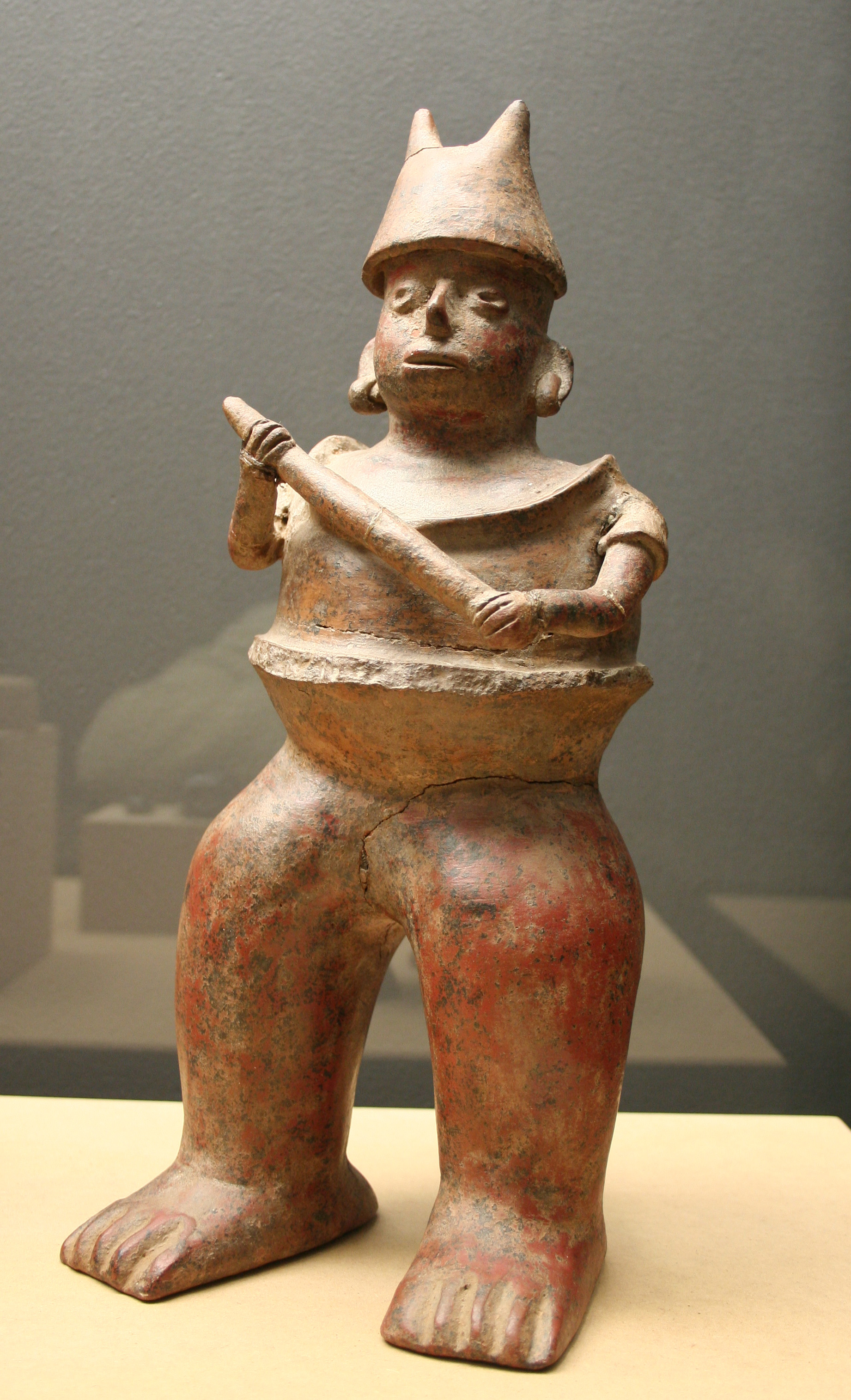
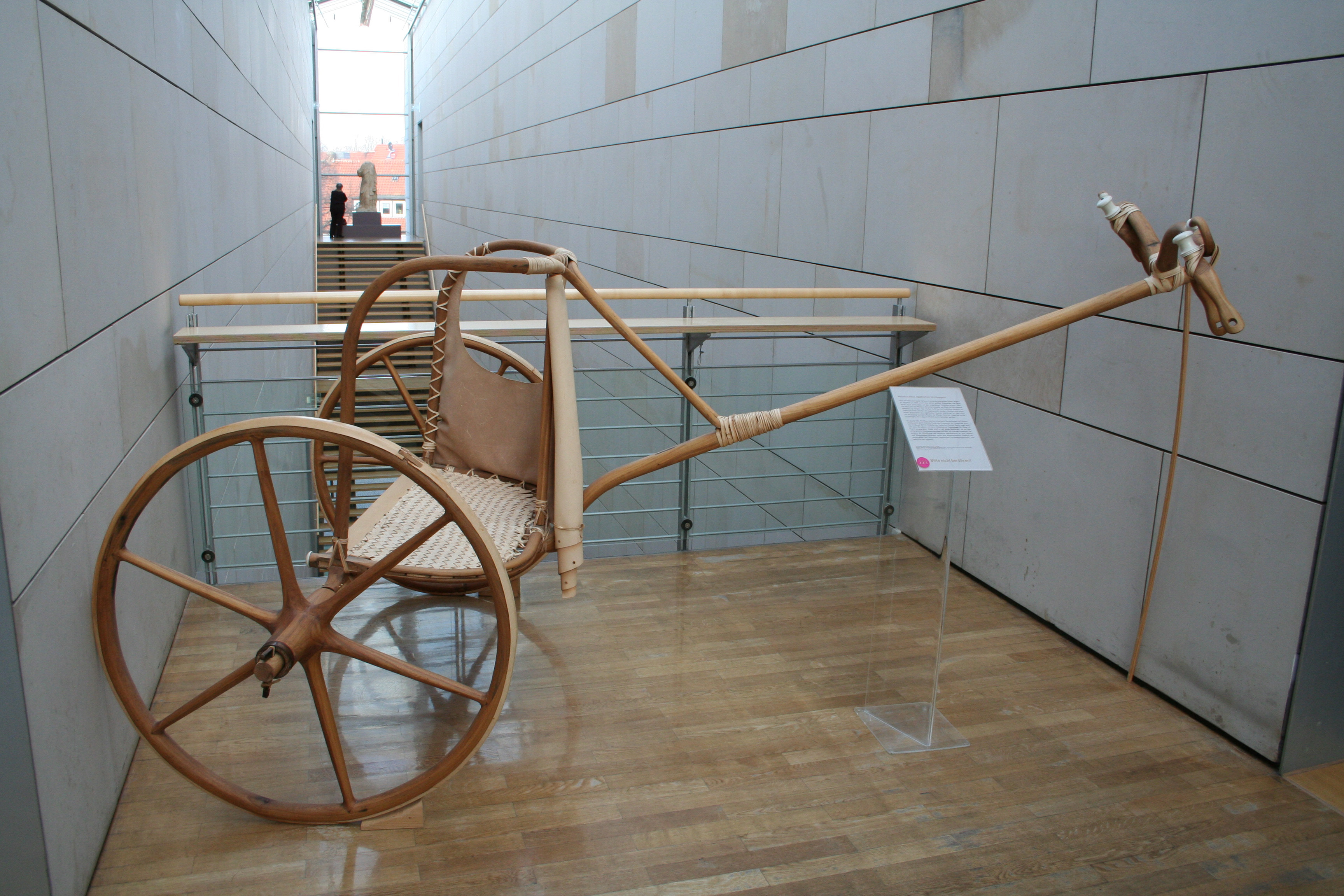
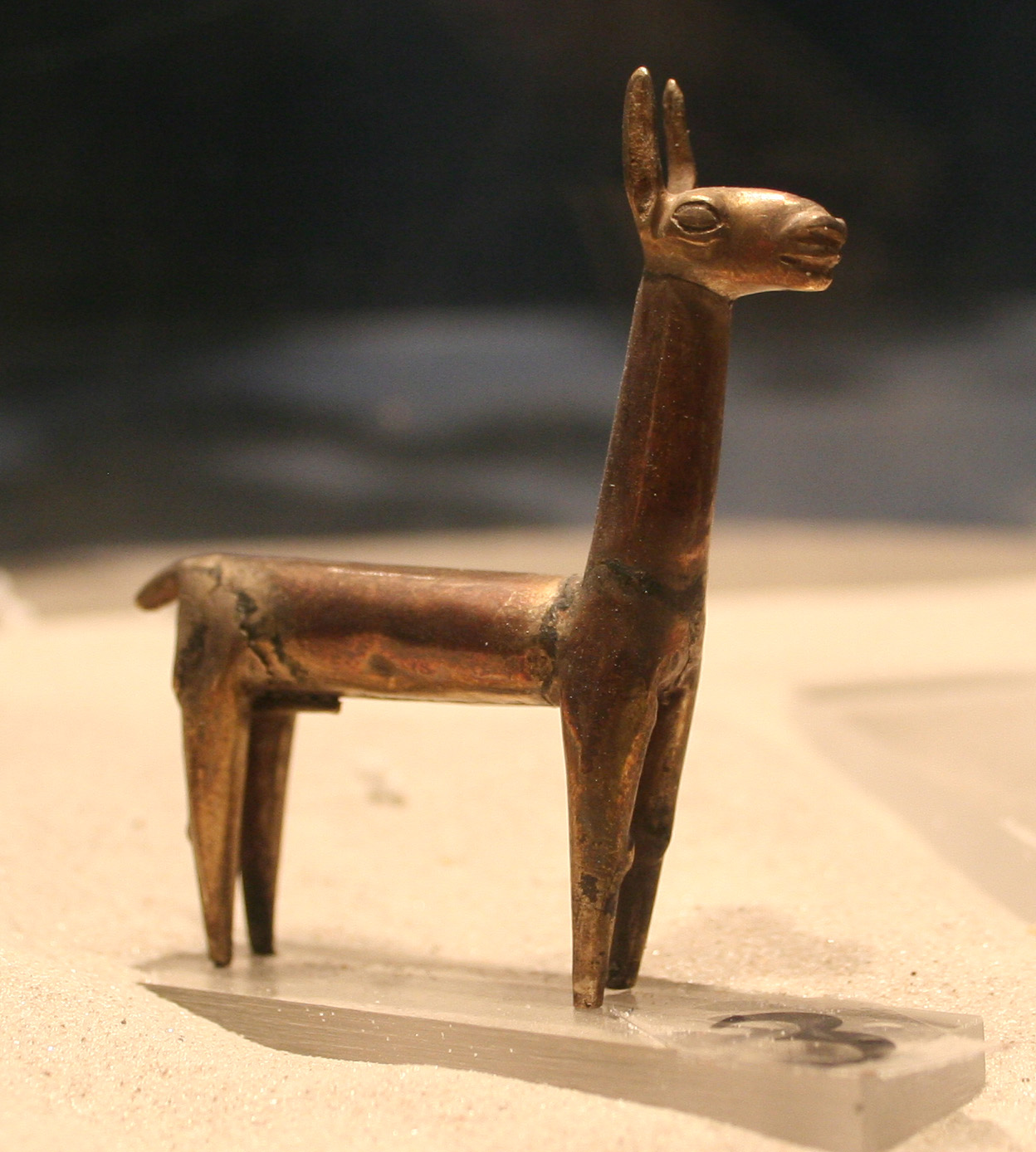

## اقرأ أيضا
- حم إيونو
- خوفو
- متحف بوسطن
- الهرم الأكبر

## وصلات خارجية
- Offizielle Webseite des Museums
- 360°-Panoramablick des Museums
- Stadtmuseum Hildesheim

## كتب
- Hans Kayser: Die ägyptischen Altertümer im Roemer-Pelizaeus-Museum in Hildesheim. Gerstenberg, Hildesheim 1973.
- Manfred Boetzkes (Hrsg.): Welten in Vitrinen. Die Sammlungen des Römer-Museums in Hildesheim. Faksimile des Sammlungsführers von 1914. Römer-Museum, Hildesheim 1994,  This article incorporates text from a publication now in the ملكية عامة: قاموس السير الوطنية. London: Smith, Elder & Co. 1885–1900. {{استشهاد بموسوعة}}: الوسيط |ref=harv غير صالح (مساعدة) والوسيط |title= غير موجود أو فارغ (مساعدة) .
- Maike Kozok: Vom Kloster zum Museum – Studien zur Baugeschichte des Roemer- und Pelizaeus-Museums in Hildesheim. Gerstenberg, Hildesheim 2008, ISBN 978-3-8067-8713-9.
- Das Alte Ägypten in Hildesheim.
  - Bd. 1: Martin von Falck, Bettina Schmitz: Das Alte Reich. Ägypten von den Anfängen zur Hochkultur. von Zabern, Mainz 2009, ISBN 978-3-8053-4073-1.
  - Bd. 2: Martin von Falck, Katja Lembke, Britta Rabe: Das Leben am Nil und der Alltag im alten Ägypten. von Zabern, Mainz 2011, ISBN 978-3-8053-4285-8.
- Die ganze Welt in Hildesheim. Die Ethnologische Sammlung des Roemer- und Pelizaeus-Museums Hildesheim. In: Gundolf Krüger, Ulrich Menter, Jutta Steffen-Schrade (Hrsg.): TABU?! Verborgene Kräfte - Geheimes Wissen. Imhof, September 2012, ISBN 3-86568-864-0, S. 108–113 und zahlreiche Abbildungen aus dem Museumsbestand.